# تورو یاسوتاکه
تورو یاسوتاکه (انگلیسی: Toru Yasutake؛ زادهٔ ۱۰ دسامبر ۱۹۷۸) بازیکن فوتبال اهل ژاپن است.
از باشگاه‌هایی که در آن بازی کرده‌است می‌توان به باشگاه فوتبال سانفریس هیروشیما اشاره کرد.